# Санкції проти Ірану
Санкції проти Ірану — міжнародні торговельні обмеження, які забороняють експорт до Ірану атомної, ракетної і значної частини військової продукції, прямих іноземних інвестицій в газову, нафтову і нафтохімічну промисловість Ірану, експорт продукції тонкої нафтопереробки, а також будь-які контакти з Корпусом вартових Ісламської революції, банками та страховими компаніями, фінансові транзакції і співпрацю з морським флотом Ірану. Санкції проти Ірану введені за застосування ядерних технологій у військових цілях.

## Причини введення
Санкції були введені США після ісламської революції 1979 року в Ірані і розширені в 1995 році переліком фірм, які контролюються іранським урядом. У 2006 році Рада Безпеки ООН прийняла резолюцію 1996 з вимогою призупинити програму зі збагачення урану.

## Резолюції Ради Безпеки ООН
- Резолюція Ради Безпеки ООН 1696 — прийнята 16 липня 2006;
- Резолюція Ради Безпеки ООН 1737 — прийнята 23 грудня 2006 у відповідь на відмову Ірану припинити збагачення урану;
- Резолюція Ради Безпеки ООН 1747 — прийнята 24 березня 2007;
- Резолюція Ради Безпеки ООН 1803 — прийнята 3 березня 2008;
- Резолюція Ради Безпеки ООН 1929 — прийнята 9 червня 2010.
- Резолюція Ради Безпеки ООН 2231 — прийнята 20 липня 2015 року на підтримку Спільного всеосяжного плану дій стосовно ядерної програми Ірану.

## Відміна санкцій
17 січня 2016 США та Євросоюз заявили про зняття санкцій проти Ірану. Також були розблоковані близько $100 млрд в міжнародних та закордонних фінансових установах. Іран заявив про готовність експортувати 500 тис. барелів на добу з подальшим збільшенням експорту до 1 млн барелів. Цього ж дня для проведення переговорів з постачання нафти та розвитку двостороннього співробітництва до Тегерана прибули представники нафтових компаній Total і Shell прибули до для участі в переговорах.

## Цікаві факти
Зняття санкцій з Ірану з точки зору США видається нелогічним з двох причин:
- 19 грудня 2015 Президент США Барак Обама підписав бюджет, який дозволяє експорт нафти з США. Таким чином, знімаючи санкції з Ірану США фактично створив конкурентні проблеми для власних експортерів[3];
- через падіння цін на нафту видобуток нафти в США в другій половині 2015 року почав скорочуватись через нерентабельність — вперше за довгий час. Очевидно, що збільшення обсягів нафти на міжнародних ринках буде сприяти подальшому падінню цін і призводити до наростання проблем в нафтодобувній галузі США[4].